# Stratum corneum
Pour les articles homonymes, voir cornée (homonymie).

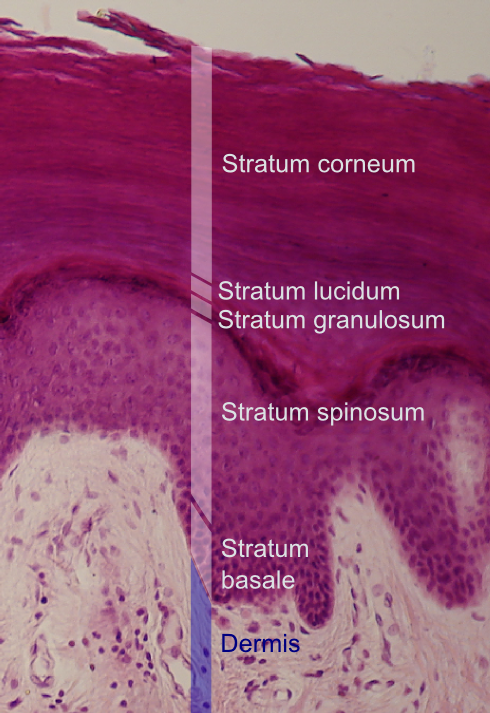
Coupe longitudinale de l'épiderme faisant apparaître le stratum corneum en haut.

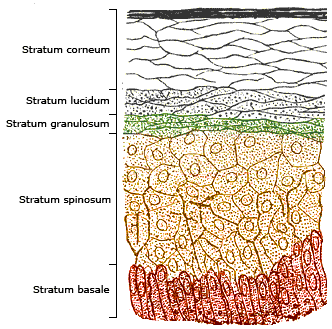
Représentation schématique de la coupe ci-dessus.

Le stratum corneum (SC) ou couche cornée, est la couche cellulaire la plus externe de l'épiderme, le tissu le plus superficiel de la peau, qui joue un rôle majeur en termes de barrière cutanée, qui peut être dégradée par les blessures et l'érosion du stratum corneum, mais aussi par une exposition prolongée à l'eau (chaude notamment).

## Description
La couche cornée est la plus externe de l'épiderme reposant sur 4 à 8 assises cellulaires en moyenne.
Elle est principalement faite de cellules mortes dites cornéocytes, dont la perte du noyau cellulaire résulte de la différenciation épidermique. Ce sont environ 15 à 20 couches de ces cellules plates et sans noyaux ni organites cellulaires, dont le cytoplasme est empli de kératine filamenteuse souple qui forment la peau du dos ou de l’abdomen, mais ce nombre de couches varie selon la région du corps observée, passant à plusieurs centaines au niveau de la plante des pieds. L’épaisseur de la couche cornée varie donc avec les besoins. Le stratum corneum est constitué de deux sous-couches : le stratum compactum (couche compacte de cornéocytes) et le  stratum disjonctum (couche desquamante, la plus superficielle).
Ces cornéocytes sont organisés dans une matrice (domaine intercellulaire) lipidique composée de céramides, de cholestérol et d'acides gras. Cette matrice fait de la couche cornée une excellente barrière hydrofuge protégeant les tissus sous-jacents contre la déshydratation, les infections, de nombreux produits chimiques et contraintes mécaniques.
Ces cellules sont continuellement abrasées et/ou naturellement éliminées, remplacées au fur et à mesure par les cellules remontant des couches inférieures. Cette exfoliation appelée « desquamation » résulte de l'action de protéases - une quinzaine intervenant dans ce processus ont été identifiés - qui clivent les protéines constitutives des cornéodesmosomes reliant entre eux les cornéocytes ; ceux-ci ne sont alors plus solidaires du réseau de cornéocytes et tombent.
Ce mille-feuille cutané limite la perte d'humidité et de nutriments par le corps. Une peau saine est très hydrophobe et sa perméabilité aux substances provenant de l'extérieur est très limitée, ce dont tiennent compte les médicaments topiques généralement préparés de sorte à être absorbés par les glandes sudoripares ou les follicules pileux, ou des muqueuses, ou intégrés dans une matrice grasse ou huileuse susceptible de traverser la matrice lipidique du stratum corneum. La traversée rapide et en quantités significatives de cette couche n'est possible que pour les substances très lipophiles.

## Fonctions
La couche cornée contribue grandement à l'homéostasie de l'organisme, et en particulier à la conservation de son eau, grâce au film hydrolipidique à barrière cutanée que constitue la peau.
Cette couche a un très faible contenu en eau, associé à un pH acide, la présence de protéases, de lipides à propriété antibactérienne et d'une flore bactérienne commensale. Ceci en fait une barrière efficace de première ligne contre les invasions bactériennes. C'est par ailleurs dans cette couche que se retrouvent les pigments de mélanine qui donnent une tonalité plus ou moins foncée de la peau.
Localisés dans cette couche se trouvent des « facteurs naturels d'hydratation  » (naturel moisturizing factors NMF - acides aminés, acide hyaluronique, glycérol…) qui maintiennent le degré d'hydratation de la peau à un niveau optimal. Ces facteurs sont des molécules solubles et représentent jusqu'à 10% du contenu des cornéocytes. Une dérégulation de la proportion de ces facteurs, pour une raison ou une autre, peut entraîner des troubles de l'hydratation de la peau, comme la sécheresse. Ces NMF peuvent être perdus par effet mécanique, par exemple après de trop nombreux lavages de peau ou abrasion de la peau : la peau asséchée est alors plus vulnérable. Ceci explique l'observation paradoxale qu'une exposition prolongée de la peau avec de l'eau a pour effet de dessécher celle-ci. Les lipides ont pour fonction, entre autres, de prévenir le « lavage » de ces facteurs.

## Pharmacologie
Un grand nombre de médicaments sont administrés par la peau, sous forme de crème. Il a été montré que les molécules actives rejoignent le flux sanguin en passant par la partie lipidique du stratum corneum.

## Pathologie
Les lipides présents entre les cornéocytes sont activement transportés depuis la cellule productrice vers l'espace intercellulaire. L'ichtyose congénitale forme récessive est une maladie du nouveau-né qui résulte d'un transport de lipide déficient provoqué par une mutation du gène produisant la protéine ABCA12, qui est une protéine de la famille des transporteurs ABC.
La barrière cutanée à laquelle contribue le Stratum corneum peut être dégradée par les blessures, des infections, mais aussi par une exposition prolongée à l'eau (chaude notamment), qui entraîne une perturbation importante des lamelles lipidiques intercellulaires du stratum corneum, avec des effets d'irritation et de transport percutané de substances (y compris toxiques ou indésirables).